# Đài Giang, Kiềm Đông Nam
Đài Giang (chữ Hán giản thể: 台江县, bính âm: Táijiāng Xiàn, âm Hán Việt: Đài Giang huyện) là một huyện thuộc Châu tự trị dân tộc Miêu và dân tộc Đồng Kiềm Đông Nam, tỉnh Quý Châu, Cộng hòa Nhân dân Trung Hoa. Huyện này có diện tích 1070 km², dân số năm 2002 là 160.000 người. Mã số bưu chính của huyện Đài Giang là 556300. Chính quyền huyện Đài Giang đóng ở trấn Đài Củng. Về mặt hành chính, huyện này được chia thành 2 trấn và 6 hương. Tổng cộng có 161 ủy ban thôn.
- Trấn: Đài Củng, Thi Động.
- Hương: Bài Dương, Đài Bàn, Nam Cung, Lão Đồn, Cách Nhất, Phương Chiêu.